# Elettricità atmosferica
L'elettricità atmosferica è lo studio delle cariche elettriche nell'atmosfera terrestre (o in quella di un altro pianeta). Il movimento di carica tra la superficie terrestre, l'atmosfera e la ionosfera è noto come circuito elettrico atmosferico globale. L'elettricità atmosferica è un argomento interdisciplinare con una lunga storia, che coinvolge concetti di elettrostatica, fisica dell'atmosfera, meteorologia e scienze della Terra.
L'elettricità atmosferica coinvolge sia i temporali, che creano fulmini per scaricare rapidamente enormi quantità di carica atmosferica immagazzinata nelle nuvole temporalesche, sia la continua elettrificazione dell'aria dovuta alla ionizzazione dei raggi cosmici e alla radioattività naturale, che assicurano che l'atmosfera non sia mai del tutto neutra.

## Storia
Le scintille suggerirono ai primi sperimentatori che i fulmini fossero causati da scariche elettriche. Nel 1708, il dottor William Wall fu uno dei primi a osservare che le scariche delle scintille assomigliavano a fulmini in miniatura, dopo aver osservato le scintille da un pezzo di ambra carico.
Gli esperimenti di Benjamin Franklin dimostrarono che i fenomeni elettrici dell'atmosfera non erano fondamentalmente diversi da quelli prodotti in laboratorio, elencando molte somiglianze tra elettricità e fulmini. Nel 1749 Franklin osservò che i fulmini possedevano quasi tutte le proprietà osservabili nelle macchine elettriche.

## Descrizione
L'elettricità atmosferica è sempre presente e durante il bel tempo, l'aria sopra la superficie terrestre è carica positivamente, mentre la carica superficiale terrestre è negativa. Questo può essere compreso in termini di differenza di potenziale tra un punto della superficie terrestre e un punto da qualche parte nell'aria sopra di essa. Poiché il campo elettrico atmosferico è diretto negativamente con il bel tempo, la convenzione è quella di riferirsi al gradiente potenziale, che ha il segno opposto ed è di circa 100 V/m in superficie.
I cicli giornalieri globali nel campo elettrico atmosferico, con un minimo intorno alle tre del mattino e un picco circa 16 ore dopo, sono stati studiati dalla Carnegie Institution di Washington nel 20º secolo. Questa variazione è stata descritta come "il battito cardiaco elettrico fondamentale del pianeta".